# Ptyngidricerus sendanensis
Ptyngidricerus sendanensis is een insect uit de familie van de vlinderhaften (Ascalaphidae), die tot de orde netvleugeligen (Neuroptera) behoort. 
Ptyngidricerus sendanensis is voor het eerst wetenschappelijk beschreven door Abrahám & Mészáros in 2002.